# Paglieroni
Paglieroni è, economicamente, la frazione più importante di Treglio (CH). Posta lungo la strada provinciale San Vito Chietino-Lanciano, di fronte al casello di Lanciano dell'Autostrada A14, conta circa 400 abitanti, ricomprende la zona industriale ed è situata a circa 6 chilometri dal mare.

## Storia della contrada

### Vicende antiche
Gli edifici rurali sopravvissuti al sacco edilizio degli anni '70, permettono di stabilire la nascita della contrada in anni vicini al 1806, in coincidenza dell'eversione della feudalità, attuata dal re Gioacchino Murat. In tale occasione le famiglie titolari dei livelli sui terreni, fino ad allora feudo del Vescovo di Ortona - Barone di Treglio, poterono abbandonare le abitazioni poste nel paese e attendere ai lavori agricoli direttamente sui campi di cui possedevano i diritti. 
Le prime famiglie a stabilirsi nella contrada furono le famiglie Bellisario e Cicchetti. Costoro, come si deduce dal nome della contrada stessa, sostituirono i preesistenti edifici dal tetto di paglia e con le sole pareti portanti in laterizio (come era comune nell'Abruzzo costiero), con più solide case in pietra arenaria, più adatte alla vita stabile nella contrada, anziché limitarsi al solo soggiorno estivo nei pagliai, fino ad allora praticato.
Al periodo murattiano risale anche una grave diatriba, che arrivò ad interessare l'Intendenza di Chieti con l'invio di truppe di cavalleria, tra i contadini residenti a Paglieroni e gli interessi dei pastori di Rocca San Giovanni. Gli abitanti di Paglieroni, infatti, acquisirono diritti di coltivazione su terreni ubicati in contrada Santa Calcagna di Rocca San Giovanni scontrandosi con gli interessi dei suddetti pastori che praticavano il pascolo in contrada Santa Calcagna. Costoro rivendicavano un diritto di pascolo che le autorità interessate successivamente negarono, favorendo la messa in coltivazione delle terre di contrada Santa Calcagna di Rocca San Giovanni.

### La diatriba per la Fontana pubblica
La nascita della contrada fu facilitata dall'esistenza di una ricca sorgente d'acqua potabile, ubicata nella valle tra le Contrade San Giorgio e Paglieroni. Questa, però, nel 1906, fu ceduta, dal comune di Treglio, al Comune di San Vito Chietino per l'acquedotto comunale dello stesso. Gli abitanti delle suddette contrade patirono anni di dure ristrettezze che sfociarono in una rivolta, con feriti e condanne penali nel 1919. Grazie alle dure proteste, i contadini coinvolti riuscirono ad ottenere la realizzazione di due fontane: la Fonte di Paglieroni e la Fonte sotto il paese di Treglio. Tali eventi, secondo l'opinione di molti, fornirono allo scrittore abruzzese Ignazio Silone l'ispirazione per il romanzo Fontamara.

### Vicende contemporanee
La contrada si è notevolmente sviluppata tra gli anni '70 e '90, con la costruzione di nuove abitazioni, spesso distruggendo le antiche case a ridosso del fosso San Giorgio. Poche case rurali coloniche restano in piedi. Nel 1915 l'area fu favorita dal passaggio del tracciato ferroviario Lanciano-San Vito, lungo la ferrovia Sangritana, percorso dismesso nel 2005. Nelle vicinanze si conserva ancora la casa cantoniera di contrada Severini.
Lungo il tracciato che da Lanciano porta all'ingresso sull'autostrada A14, sono sorte diverse attività commerciali e industriali.